# Guillaume de Villehardouin
William al II-lea de Villehardouin (în franceză Guillaume de Villehardouin; n. 1211, Kalamata, Peloponez, Grecia de Vest și Insulele Ionice⁠(d), Grecia – d. 1 mai 1278, Kalamata, Peloponez, Grecia de Vest și Insulele Ionice⁠(d), Grecia) a fost al patrulea prinț conducător al Principatului Ahaia din Grecia francă (Frankokratia) în perioada 1246 - 1278. Acesta a condus și alte state latine din sudul Greciei: Ducatul Atenei și Triumviratul Negroponte. William  a fost al doilea fiu al cavalerului francez Geoffrey de Villehardouin.
În Bătălia din Pelagonia din 1259 a fost luat prizonier de Imperiul de la Niceea. În 1262 William de Villehardouin a fost eliberat de Imperiul Bizantin în schimbul a trei cetăți de pe vârful sud-estic al peninsulei Moreea. Acest punct de sprijin va fi extins treptat și va deveni în secolul următor Despotatul Moreei, în timpul împăratului Ioan al VI-lea Cantacuzino.

## Biografie
Se consideră că în Ahaia s-a vorbit aceeași limba franceză ca la Paris. Se știe că Guillaume însuși a scris poezii. Pereții palatului său erau decorați cu fresce care înfățișau fapte cavalerești, iar turnirurile și vânătorile erau adesea organizate la curte. Cu ajutorul marinei venețiene, el a cucerit Monemvasia și a construit cetatea Mystra pentru a proteja câmpia Sparta.
În Cipru, în mai 1249, s-a alăturat cruciadei a șaptea a regelui Ludovic al IX-lea al Franței.
A invadat insula Eubea în 1256 și a cucerit Negroponte. Guillaume a invadat Atena în 1258 și a învins coaliția lui Guy din Atena în  trecătoarea Munților Karudi.